# Dolly (альбом)
| Оценки критиков          | Оценки критиков |
| Источник                 | Оценка          |
| ------------------------ | --------------- |
| AllMusic                 | [ 2 ]           |
| Christgau's Record Guide | C+              |

Dolly — шестнадцатый студийный альбом американской кантри-певицы Долли Партон, выпущенный 15 сентября 1975 года на лейбле RCA Victor. Его продюсировал Портер Вагонер.
Чтобы отличить этот альбом от 4-дискового бокс-сета Партон 2009 года, охватывающего всю карьеру, который также называется Dolly (4CD), альбом иногда называют The Seeker — We Used To (или Dolly: The Seeker/We Used To).

## Отзывы критиков
Альбом получил положительные и умеренные отзывы музыкальной критики и интернет-изданий: AllMusic, Billboard, Cashbox.

## Коммерческий успех
Альбом поднялся до 14-го места в американском хит-параде музыки кантри Billboard Hot Country LP. Первый сингл с альбома, «The Seeker», занял 2-е место в чарте Billboard Hot Country Singles и 105-е место в американском хит-параде Billboard Hot 100. В Канаде «The Seeker» занял первое место в чарте кантри-синглов RPM Country Singles. Второй сингл «We Used To» занял 9-е место в чарте Billboard Hot Country Singles и 4-е место в канадском чарте кантри-синглов RPM Country Singles.

## Список композиций
Слова и музыка всех песен — Долли Партон.
| №  | Название                       | Дата записи       | Длительность |
| -- | ------------------------------ | ----------------- | ------------ |
| 1. | «We Used To»                   | December 9, 1974  | 3:14         |
| 2. | «The Love I Used to Call Mine» | December 26, 1973 | 2:50         |
| 3. | «My Heart Started Breaking»    | April 16, 1971    | 3:23         |
| 4. | «Most of All, Why?»            | May 24, 1974      | 3:03         |
| 5. | «Bobby's Arms»                 | December 1, 1973  | 2.40         |

| №  | Название                    | Дата записи      | Длительность |
| -- | --------------------------- | ---------------- | ------------ |
| 1. | «The Seeker»                | December 9, 1974 | 3:02         |
| 2. | «Hold Me»                   | February 1, 1973 | 2:36         |
| 3. | «Because I Love You»        | unknown          | 2:16         |
| 4. | «Only the Memory Remains»   | unknown          | 2:49         |
| 5. | «I'll Remember You as Mine» | August 22, 1972  | 2:48         |

## Чарты

### Альбом
| Чарт (1975)                      | Высшая позиция |
| -------------------------------- | -------------- |
| США Hot Country LP’s (Billboard) | 14             |

### Синглы
| Год  | Сингл        | Чарт                                 | Высшая позиция |
| ---- | ------------ | ------------------------------------ | -------------- |
| 1975 | «The Seeker» | США (Hot Country Singles, Billboard) | 2              |
| 1975 | «The Seeker» | США (Billboard Hot 100)              | 105            |
| 1975 | «The Seeker» | Канада (Top Country Singles, RPM)    | 1              |
| 1975 | «We Used To» | США (Hot Country Singles, Billboard) | 9              |
| 1975 | «We Used To» | Канада (Top Country Singles, RPM)    | 4              |